# Дэйд, Фрэнсис
Фрэ́нсис Дэйд (англ. Frances Dade; 14 февраля 1910, Филадельфия, Пенсильвания, США — 21 января 1968, там же) — американская актриса.

## Биография
Фрэнсис Дэйд родилась 14 февраля 1910 года в Филадельфии (штат Пенсильвания, США), но в конце 1920-х годов она переехала в Голливуд (штат Калифорния), чтобы начать свою кинокарьеру.

## Карьера
В начале своей карьеры Фрэнсис привлекла внимание Сэмюэля Голдвина, как участница гастролирующей группы «Gentlemen Prefer Blondes», и он подписал с ней контракт. В 1928—1932 годах Дэйд сыграла в 14-ти фильмах, включая роль Люси Уэстенра в фильме «Дракула» (1931).

## Личная жизнь
На момент своей смерти в 1968 году, Фрэнсис была замужем за бизнесменом Броком Ван Эйвери.

## Смерть
57-летняя Фрэнсис умерла 21 января 1968 года в Филадельфии (штат Пенсильвания, США).